# 埃塞尔罗芒
埃塞尔罗芒（法語：Essert-Romand，法語發音：[esɛʁ ʁɔmɑ̃]）是法国上萨瓦省的一个市镇，属于托农莱班区。

## 地理
埃塞尔罗芒（46°12'6"N, 6°40'16"E）面积6.78 平方千米，位于法国奥弗涅-罗讷-阿尔卑斯大区上萨瓦省，该省份为法国东部省份，历史上为薩伏依的一部分，北与瑞士接壤，西接安省，南至萨瓦省，东与瑞士和意大利接壤。
与埃塞尔罗芒接壤的市镇（或旧市镇、城区）包括：拉科特达尔布罗、蒙特里永、莫尔济讷、圣让多。

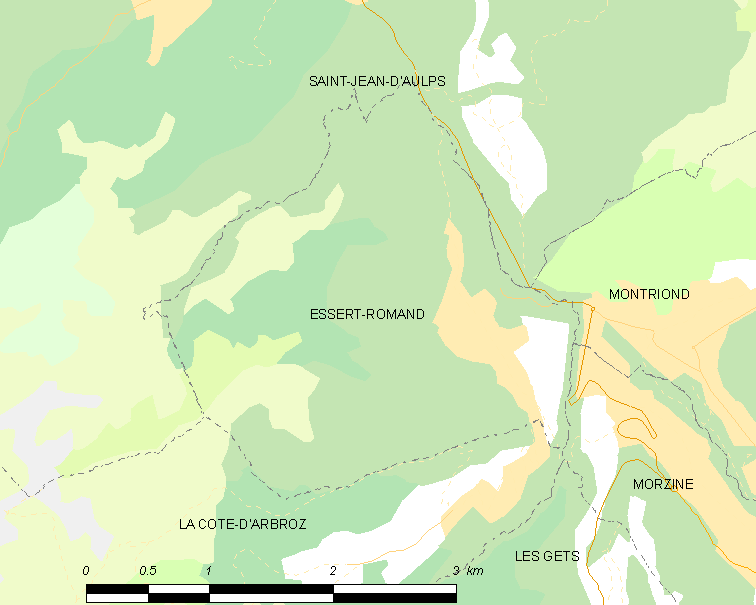
埃塞尔罗芒的OSM定位图

埃塞尔罗芒的时区为UTC+01:00、UTC+02:00（夏令时）。

## 行政
埃塞尔罗芒的邮政编码为74110，INSEE市镇编码为74114。

## 政治
埃塞尔罗芒所属的省级选区为埃维昂莱班县。

## 人口

1962-2008年间埃塞尔罗芒人口变化图示

埃塞尔罗芒于2022年1月1日时的人口数量为520人。